# Soraia Tavares
Soraia Mendes Tavares (Lisboa, 13 de junho de 1994) é uma atriz e cantora portuguesa.

## Biografia
Viveu em Carnaxide com a mãe, empregada doméstica, e com o pai, até este ter regressado a Cabo Verde em 2009. Tem uma irmã, que vive na Suíça, e um irmão, que vive no Barreiro.
A sua carreira divide-se entre a música e a representação, especialmente no teatro musical. Estudou na Escola Profissional de Teatro de Cascais e licenciou-se na Escola Superior de Teatro e Cinema do Instituto Politécnico de Lisboa (2014-2018).
No seu currículo já se encontra a participação em  em alguns musicais de destaque como por exemplo Zorro ou Godspell, ambos representados em 2014. Participou também no espetáculo Disney in Concert que teve lugar em dezembro de 2015, onde Soraia Tavares em conjunto com mais três cantores deram voz aos magníficos temas da Disney com a Lisbon Film Orchestra.
A cantora participou na terceira edição do programa da RTP1, The Voice Portugal, apresentado por Catarina Furtado, tendo tido como mentora a cantora Aurea.
Tem participado em inúmeros projetos no teatro para Filipe La Féria, mas não só e, na televisão. No teatro tem participado em várias peças tais como As Aventuras de João Sem Medo, Terra dos Sonhos, Sonho de uma Noite de Verão e fez parte do elenco de Simone, o Musical. Na televisão participou como atriz na terceira temporada de A Única Mulher (TVI) em 2017. No ano seguinte participou na novela Paixão (SIC) ou Valor da Vida (TVI).
Em 2019, foi a vencedora do programa da TVI, A Tua Cara Não Me É Estranha.
Em 2021, foi uma das protagonistas da série da OPTO / SIC, A Lista. Seguidamente, entre 2022 e 2023, entra nas séries da RTP1, Abandonados e O Crime do Padre Amaro. De volta ao streaming da SIC, em 2023, protagoniza a série O Clube.
Em maio 2023, Soraia Tavares editou o seu álbum de estreia, A Culpa é da Lua. Este álbum reflecte um processo de aceitação da artista das suas raízes portuguesas e cabo-verdianas e deambula por vários estilos musicais, do pop à kizomba, em português e em crioulo. Deste disco, fazem parte os singles A Beleza Vai Mudar o Mundo, As 5 Coisas que Nunca te Disse, Dona Joana e a música que dá nome ao álbum, A Culpa é da Lua.
Em 2024, compõe o elenco da telenovela da TVI, A Fazenda, no papel de Daniela da Cunha.

## Prémios e reconhecimento
Em 2023, Solange Cesarovna foi considerada como uma das personalidades negras mais influentes da lusofonia, estando presente na  Bantumen Powerlist 100. 

## Filmografia
| Ano         | Projeto                                   | Papel            | Notas                      | Canal |
| ----------- | ----------------------------------------- | ---------------- | -------------------------- | ----- |
| 2015        | The Voice Portugal (3.ª edição)           | Ela Própria      | Concorrente (equipa Aurea) | RTP1  |
| 2016 - 2017 | A Única Mulher                            | Soraia           | Elenco Principal           | TVI   |
| 2018 - 2019 | Valor da Vida                             | Aline            | Elenco Adicional           | TVI   |
| 2018        | Paixão                                    | Eva              | Elenco Adicional           | SIC   |
| 2019        | A Tua Cara Não Me É Estranha (6.ª edição) | Ela Própria      | Concorrente                | TVI   |
| 2020        | Ai a Minha Vida                           | Turista          | Elenco Adicional           | TVI   |
| 2021 - 2023 | A Lista                                   | Jéssica Fontes   | Elenco Principal           | SIC   |
| 2022        | Contado Por Mulheres                      | Mina             | Elenco Principal           | RTP1  |
| 2022 - 2023 | Abandonados                               | Maria de Lurdes  | Elenco Principal           | RTP1  |
| 2023        | O Crime do Padre Amaro                    | Dionísia         | Elenco Principal           | RTP1  |
| 2023        | Lusitânia                                 | Salma Malique    | Elenco Principal           | RTP1  |
| 2023 - 2024 | O Clube                                   | Lilianne         | Protagonista (OPTO)        | SIC   |
| 2023        | Queridos Papás                            | Elsa             | Elenco Adicional           | TVI   |
| 2024 - 2025 | A Fazenda                                 | Daniela da Cunha | Elenco Principal           | TVI   |

## Vida pessoal
Entre 2015 e o início de 2020 teve uma relação e viveu com o coreógrafo Filipe Rico.
Desde 2023 tem uma relação com o ator Vicente Wallenstein.